# Élections sénatoriales de 1977 dans la Somme
Les élections sénatoriales dans la Somme ont eu lieu le dimanche 25 septembre 1977. Elles ont eu pour but d'élire les sénateurs représentant le département au Sénat pour un mandat de neuf années.

## Contexte départemental
Lors des élections sénatoriales du 22 septembre 1968 dans la Somme, trois sénateurs ont été élus, un Radical, un FNRI et un CD.
Depuis, tous les effectifs du collège électoral des grands électeurs ont été renouvelés, avec les élections législatives de 1973, les élections cantonales de 1973 et 1976 et les élections municipales de 1977.

## Sénateurs sortants
|  | Identité            | Étiquette | Groupe | Autres mandats                                                      |
|  | ------------------- | --------- | ------ | ------------------------------------------------------------------- |
|  | Raymond de Wazières | Rad.      | GD     | Maire d'Acheux-en-Amiénois                                          |
|  | Ernest Reptin       | FNRI      | RI     | remplace Pierre Garet en 1972 jusqu'à son décès le 15 décembre 1976 |
|  | Gabrielle Scellier  | CDS       | UCDP   | remplace Pierre Maille en 1973 à la suite de son décès              |

## Présentation des candidats

### Mouvement réformateur
| N° | Candidats | Candidats                              | Parti    | Principales fonctions |
| -- | --------- | -------------------------------------- | -------- | --- |
| 01 |           | Max Lejeune Pierre Classen             | MDSF     | Député, Maire et conseiller général d'Abbeville, Président du conseil général de la Somme Conseiller municipal et général d'Ailly-sur-Noye |
| 02 |           | Charles-Edmond Lenglet Jacques Vasseur | Mod. RI  | Maire de Fréchencourt Maire et conseiller général de Roisel                                                                                |
| 03 |           | Jacques Mossion Roger Castel           | Mod. CDS | Maire et conseiller général de Doullens Maire de Chépy et conseiller général de Moyenneville                                               |

### Parti socialiste
| N° | Candidats | Candidats                       | Parti | Principales fonctions                                                                |
| -- | --------- | ------------------------------- | ----- | ------------------------------------------------------------------------------------ |
| 01 |           | Gilbert Temmermann Marc Sellier | PS    | Conseiller général de Domart-en-Ponthieu, Maire de Canaples Maire de Neuilly-le-Dien |
| 02 |           | Marius Gardès Jack Pinçonnet    | PS    | Maire et conseiller général de Moreuil Maire de Nesle                                |
| 03 |           | Max Arniaud François Roche      | PS    | Maire de Lesbœufs                                                                    |

### Parti communiste français
| N° | Candidats | Candidats                       | Parti | Principales fonctions                                      |
| -- | --------- | ------------------------------- | ----- | ---------------------------------------------------------- |
| 01 |           | Émile Baheu Jacques Mullesch    | PCF   | Maire de Camon Maire de Tully                              |
| 02 |           | Éliane Cosserat Gabriel Foubert | PCF   | Conseillère générale d'Amiens-Nord-Ouest Maire de Gratibus |
| 03 |           | René Parsy Claude Landas        | PCF   | Maire de Sailly-Saillisel Maire d'Albert                   |

### Candidats isolés
| Candidats | Candidats                       | Parti | Principales fonctions                                                                       |
| --------- | ------------------------------- | ----- | ------------------------------------------------------------------------------------------- |
|           | Pierre Claisse Alfred Danten    | CDS   | 1er vice-président du conseil général, Adjoint au maire de Villers-Bocage Maire d'Hérissart |
|           |                                 |       |                                                                                             |
|           | Henry Chauchoy Maurice Dardenne | DVD   |                                                                                             |

## Résultats
| Candidat et parti politique | Candidat et parti politique | Candidat et parti politique | Premier tour | Premier tour | Deuxième tour | Deuxième tour |
| Candidat et parti politique | Candidat et parti politique | Candidat et parti politique | Voix         | %            | Voix          | %             |
| --------------------------- | --------------------------- | --------------------------- | ------------ | ------------ | ------------- | ------------- |
|                             | Max Lejeune                 | MDSF                        | 847          | 51,36        |               |               |
|                             | Charles-Edmond Lenglet      | Mod.                        | 834          | 50,58        |               |               |
|                             | Jacques Mossion             | Mod                         | 789          | 47,84        | 969           | 60,45         |
|                             | Éliane Cosserat             | PCF                         | 374          | 22,68        | 681           | 41,30         |
|                             | Émile Baheu                 | PCF                         | 369          | 22,38        |               |               |
|                             | René Parsy                  | PCF                         | 367          | 22,26        |               |               |
|                             | Gilbert Temmermann          | PS                          | 365          | 22,01        | 2             | 0,12          |
|                             | Marius Gardès               | PS                          | 354          | 21,35        |               |               |
|                             | Max Arniaud                 | PS                          | 354          | 21,35        |               |               |
|                             | Pierre Claisse              | CDS                         | 161          | 9,71         | 3             | 0,18          |
|                             | Henry Chauchoy              | DVD                         | 45           | 2,71         |               |               |
|                             |                             |                             |              |              |               |               |
| Inscrits                    | Inscrits                    | Inscrits                    | 1 663        | 100,00       | 1 663         | 100,00        |
| Abstention                  | Abstention                  | Abstention                  | 5            | 0,30         | 8             | 0,48          |
| Votants                     | Votants                     | Votants                     | 1 658        | 99,70        | 1 655         | 99,52         |
| Blancs et nuls              | Blancs et nuls              | Blancs et nuls              | 9            | 0,54         | 52            | 3,14          |
| Exprimés                    | Exprimés                    | Exprimés                    | 1 649        | 99,46        | 1 603         | 96,86         |

## Sénateurs élus
| Sénateur | Sénateur               | Parti | Groupe      | Autres mandats                                                                    |
| -------- | ---------------------- | ----- | ----------- | --------------------------------------------------------------------------------- |
|          | Max Lejeune            | MDSF  | GD          | Maire et conseiller général d'Abbeville, Président du conseil général de la Somme |
|          | Charles-Edmond Lenglet | Mod.  | GD          | Maire de Fréchencourt                                                             |
|          | Jacques Mossion        | Mod.  | UCDP (app.) | Maire et conseiller général de Doullens                                           |